# Gorch Fock II
Pour les articles homonymes, voir Gorch Fock.
Le Gorch Fock II est un voilier-école de la marine allemande (Deutsche Marine). Il est le deuxième navire à porter ce nom et est un navire-jumeau du Gorch Fock I construit en 1933, devenu le Tovarishch russe après la Seconde Guerre mondiale.
Les deux navires furent nommés ainsi en l'honneur de l'écrivain allemand Johann Kinau qui écrivait sous le pseudonyme « Gorch Fock » et qui est mort lors de la bataille du Jutland en 1916.
Le Gorch Fock II, trois-mâts barque à coque d'acier, a été construit en 1958 dans les chantiers de Blohm & Voss de Hambourg, pour remplacer le Pamir qui a fait naufrage en 1957.
Son port d'attache est Kiel et il appartient à l'Académie navale de Mürwik.

## Histoire
Parce que l'Allemagne avait perdu tous ses navires-écoles au titre des dommages de guerre après la Seconde Guerre mondiale, la Bundesmarine décida, en 1957, de construire un nouveau bateau d'après les plans originaux du Gorch Fock de 1933, mais avec les modernisations de l’Albert Leo Schlageter de 1937.
Le Gorch Fock I avait déjà été conçu pour être un navire très sûr : il avait un moment de redressement assez grand capable de le ramener en position verticale, même après une inclinaison de près de 90°. Toutefois, après le naufrage du Pamir en 1957, les normes de sécurité ont été nettement améliorées au niveau des cloisons étanches et des embarcations de sauvetage.
À l'issue de sa construction, sa voilure était de 1 952 m2. Maintenant, avec des voiles plus légères en matière synthétique, sa voilure est de 2 037 m2. La hauteur du grand mât est de 45,30 m. Les hauteurs du grand-mât et du mât de misaine ont dû être abaissées pour qu'il puisse naviguer sur le canal de Kiel, pour passer sous les ponts.
Au fil des années, diverses modernisations ont été appliquées au navire. Le désamiantage de sa climatisation a été réalisé en 1991, ainsi que le changement du moteur auxiliaire, pour augmenter sa vitesse de croisière à 13,7 nœuds.
L'intérieur a également été modifié plusieurs fois et des progrès technologiques ont permis de réduire la taille de la cuisine et agrandir les quartiers de l'équipage.
En 2017, il a été annoncé une réhabilitation du navire pour un coût alors estimé à 75 millions d'euros. En mars 2018, le coût du chantier est à 135 millions d'euros pour une utilisation au-delà de 2040.
Son signal d'appel radio international est « Drax ».
Le Gorch Fock II participe généralement aux parades navales et différents Tall Ships' Races, où il est en rivalité amicale avec le voilier italien Amerigo Vespucci.
Il a remporté cinq fois le Boston Teapot Trophy, sa meilleure performance étant de 1 191 milles en 124 heures en 1969.

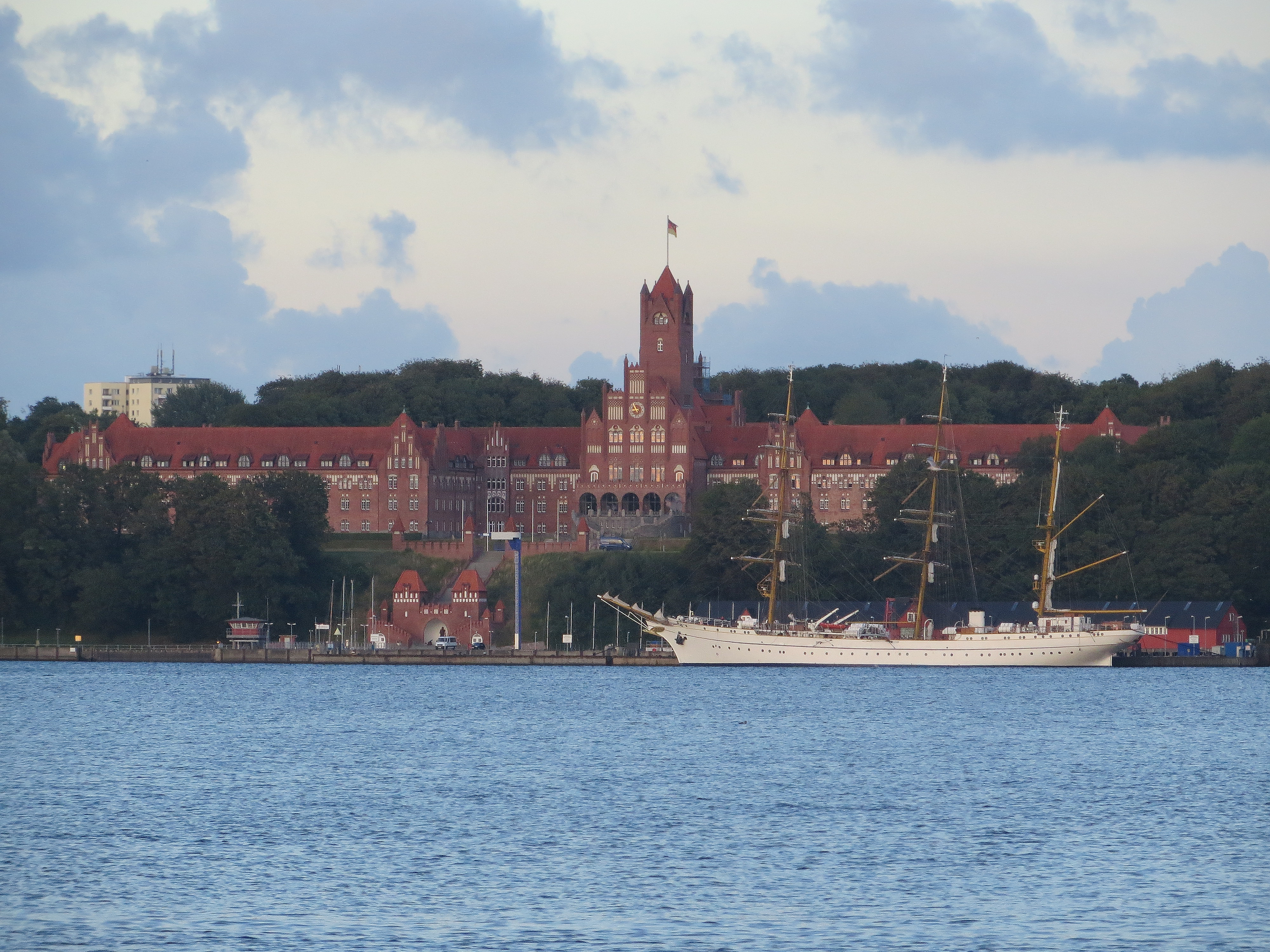
Le Gorch Fock II et l'Académie navale de Mürwik

### Sister-ships
Le Gorch Fock fait partie d’une série de cinq sister-ships :
- le Tovarishch (1933), voilier-école du collège maritime ukrainien de Kherson (il s'agit du Gorch Fock original qui a retrouvé ce nom en 2003 et est aujourd'hui un navire-musée à Stralsund sur la côte allemande de la Baltique),
- l'Eagle (1936), voilier-école des US Coast Guards basé à New London (Connecticut),
- le Sagres II (1937), voilier-école de la Marine portugaise basé à Lisbonne,
- le Mircea (1938), voilier-école de Roumanie basé à Constantza.

Les quatre voiliers-écoles allemands, construits dans les années 1930, ont été donnés au titre des dommages de guerre à divers pays. Le Gorch Fock actuel est une reconstruction de l’Albert Leo Schlageter construit en 1937 qui est aussi l’actuel Sagres III, voilier-école de la Marine portugaise.

### La figure de proue

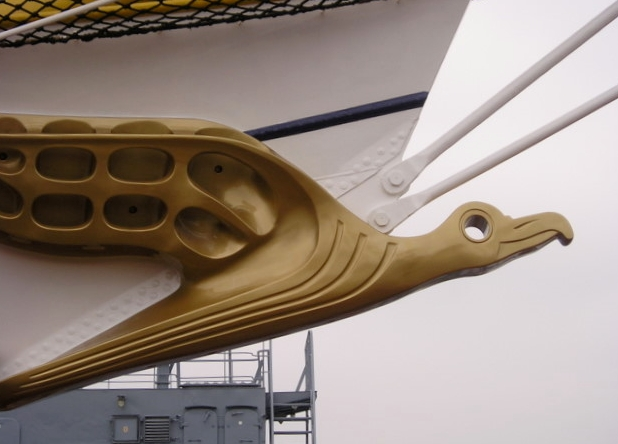
Figure de proue

Bien peu de navires ont changé de figure de proue aussi souvent que le Gorch Fock II. Mais c'est toujours resté un albatros.
- Le premier albatros de 1958 a été perdu après quelques années. ; il a été remplacé à l'identique, par un deuxième albatros en bois.
- En 1969, il a été remplacé, pour des raisons de poids, par un troisième albatros en polyester, plus léger. L'ancienne figure de proue a rejoint le musée.
- Lors de la révision du Gorch Fock II, de 2000 à 2001, la figure de proue s'est rompue lors des essais. Elle a été remplacée par un quatrième albatros, également en polyester.
- Dans la nuit du 11 décembre 2002 dans la Manche, lors d'une tempête, la figure de proue a été perdue. Le cinquième albatros qui fut remis était en bois.
- Le 5 décembre 2003, soit un peu moins d'un an plus tard, le Gorch Fock II a perdu sa figure de proue à environ 100 milles à l'ouest des côtes françaises, dans le golfe de Gascogne.
- Le 24 février 2004, le sixième albatros, en fibre de carbone a été posé.